# Ghirmay Ghebreslassie
Ghirmay Ghebreslassie (ur. 14 listopada 1995) – erytrejski lekkoatleta specjalizujący się w biegach długodystansowych, mistrz świata z Pekinu 2015 w maratonie.
Brązowy medalista mistrzostw Afryki w biegach przełajowych w drużynowej rywalizacji juniorów (2012). W 2014, wraz z kolegami z reprezentacji, sięgnął po złoto mistrzostw świata w półmaratonie. Czwarty maratończyk igrzysk olimpijskich w Rio de Janeiro (2016). Jest również medalistą mistrzostw Erytrei.

## Osiągnięcia
| Rok  | Impreza                                   | Miejsce        | Konkurencja            | Lokata     | Wynik   |
| ---- | ----------------------------------------- | -------------- | ---------------------- | ---------- | ------- |
| 2012 | Mistrzostwa Afryki w biegach przełajowych | Kapsztad       | bieg juniorów          | 9. miejsce | 24:06   |
| 2012 | Mistrzostwa Afryki w biegach przełajowych | Kapsztad       | drużyna juniorów       | 3. miejsce |         |
| 2013 | Mistrzostwa świata w biegach przełajowych | Bydgoszcz      | bieg juniorów          | 7. miejsce | 21:50   |
| 2014 | Mistrzostwa świata w półmaratonie         | Kopenhaga      | półmaraton             | 7. miejsce | 60:09   |
| 2014 | Mistrzostwa świata w półmaratonie         | Kopenhaga      | półmaraton (drużynowo) | 1. miejsce |         |
| 2015 | Mistrzostwa świata                        | Pekin          | maraton                | 1. miejsce | 2:12:28 |
| 2016 | Igrzyska olimpijskie                      | Rio de Janeiro | maraton                | 4. miejsce | 2:11:04 |

## Rekordy życiowe
- bieg na 10 000 metrów – 28:33,37 (2012)
- półmaraton – 60:09 (2013 i 2014)
- maraton – 2:07:46 (2016)